# Джин-Су Куон
Джин-Су Куон (на английски: Jin-Soo Kwon), познат по-добре като Джин, е един от главните герои в сериала „Изгубени“. Ролята се изпълнява от Даниъл Дей Ким. Джин умира заедно със Сън в епизода The Candidate от шести сезон. В българския дублаж Джин се озвучава от Николай Николов, от Георги Стоянов в дублажа на четвърти сезон на AXN и от Тодор Георгиев в пети и шести сезон на AXN.